# No Reason to Cry
No Reason to Cry é um álbum de estúdio do guitarrista Eric Clapton.

## Faixas
1. "Beautiful Thing" (Rick Danko, Richard Manuel) – 4:26
2. "Carnival" (Clapton) – 3:44
3. "Sign Language" (Bob Dylan) – 2:58
4. "County Jail Blues" (Alfred Fields) – 4:00
5. "All Our Past Times" (Clapton, Danko) – 4:40
6. "Hello Old Friend" (Clapton) – 3:36
7. "Double Trouble" (Otis Rush) – 4:23
8. "Innocent Times" (Clapton, Marcy Levy) – 4:11
9. "Hungry" (Levy, Dicky Simms) – 4:39
10. "Black Summer Rain" (Clapton) – 4:55

### Bônus do CD de 1990
1. "Last Night" (Walter Jacobs) – 4:52